# Demanietta tritrungensis
Demanietta tritrungensis is een krabbensoort uit de familie van de Potamidae. De wetenschappelijke naam van de soort is voor het eerst geldig gepubliceerd in 1986 door Naiyanetr.